# Conjugado transposto
Na matemática, o “conjugado transposto”, ou, “transposto Hermitiano” de uma matriz {\displaystyle m\times n} complexa {\displaystyle \mathbf {A} }, é uma matriz {\displaystyle n\times m} obtida pela transposta de {\displaystyle \mathbf {A} } e tomando o [[conjugado complexo] de cada elemento da matriz.
É tipicamente denotado por {\displaystyle \mathbf {A} ^{\mathrm {H} }},ou {\displaystyle \mathbf {A} ^{*}}, ou {\displaystyle \mathbf {A} '}, ou então (tipicamente na Física) {\displaystyle \mathbf {A} ^{\dagger }}.
Para as matrizes reais, o conjugado transposto é simplesmente o transposto: {\displaystyle \mathbf {A} ^{\mathrm {H} }=\mathbf {A} ^{\operatorname {T} }}, afinal o conjugado complexo de um número real é o próprio número.

## Definição
O conjugado complexo de uma matriz {\displaystyle \mathbf {A} } {\displaystyle m\times n} é formalmente definido como
| {\displaystyle \left(\mathbf {A} ^{\mathrm {H} }\right)_{ij}={\overline {\mathbf {A} _{ji}}}} | \| \| \| \| \| \| \| \| | (Eq.1) |
|                                                                                               |                         |        |
|                                                                                               |                         |        |

onde o subescrito  {\displaystyle ij} denota o {\displaystyle (i,j)}-ésimo elemento de {\displaystyle 1\leq i\leq n} and {\displaystyle 1\leq j\leq m}, e a barra superior denota o escalar do complexo conjugado.
Sem perda de generalidade, essa definição também pode ser escrita como
{\displaystyle \mathbf {A} ^{\mathrm {H} }=\left({\overline {\mathbf {A} }}\right)^{\operatorname {T} }={\overline {\mathbf {A} ^{\operatorname {T} }}}}
onde {\displaystyle \mathbf {A} ^{\operatorname {T} }} denota a transposta e {\displaystyle {\overline {\mathbf {A} }}} denota a matriz com elementos conjugados complexos.
Outros nomes associados ao transposto conjugado de uma matriz são “conjugado Hermitiano”, “matriz adjunta” e “transjugado”. 
O transposto conjugado de uma matriz {\displaystyle \mathbf {A} } pode ser denotado por qualquer um destes símbolos:
- {\displaystyle \mathbf {A} ^{*}}, tipicamente usado na álgebra linear
- {\displaystyle \mathbf {A} ^{\mathrm {H} }}, também tipicamente usado na álgebra linear
- {\displaystyle \mathbf {A} ^{\dagger }} (em geral pronunciado como A dagger), tipicamente usado no contexto da mecânica quântica
- {\displaystyle \mathbf {A} ^{+}}, embora este símbolo seja mais comumente usado para a inversa de Moore-Penrose.

Em certos contextos, {\displaystyle \mathbf {A} ^{*}} pode denotar a matriz apenas com elementos conjugados complexos, sem a transposição. 

## Exemplo
Suponha que você deseje calcular a conjugada transposta de seguinte matriz {\displaystyle \mathbf {A} }.
{\displaystyle \mathbf {A} ={\begin{bmatrix}1&-2-i&5\\1+i&i&4-2i\end{bmatrix}}}
Primeiro, realiza-se a transposição da matriz:
{\displaystyle \mathbf {A} ^{\operatorname {T} }={\begin{bmatrix}1&1+i\\-2-i&i\\5&4-2i\end{bmatrix}}}
Em seguida, conjuga-se cada elemento da matriz:
{\displaystyle \mathbf {A} ^{\mathrm {H} }={\begin{bmatrix}1&1-i\\-2+i&-i\\5&4+2i\end{bmatrix}}}

## Observações básicas
Uma matriz quadrada (ou seja, necessariamente {\displaystyle n\times n}) {\displaystyle \mathbf {A} } com elementos {\displaystyle a_{ij}} é dita
- Hermitiana ou autoadjunta se {\displaystyle \mathbf {A} =\mathbf {A} ^{\mathrm {H} }}; i.e., {\displaystyle a_{ij}={\overline {a_{ji}}}}.
- Anti-hermitiana se {\displaystyle \mathbf {A} =-\mathbf {A} ^{\mathrm {H} }}; i.e., {\displaystyle a_{ij}=-{\overline {a_{ji}}}}.
- Normal se {\displaystyle \mathbf {A} ^{\mathrm {H} }\mathbf {A} =\mathbf {A} \mathbf {A} ^{\mathrm {H} }}.
- Unitária se {\displaystyle \mathbf {A} ^{\mathrm {H} }=\mathbf {A} ^{-1}}, equivalentemente{\displaystyle \mathbf {A} \mathbf {A} ^{\mathrm {H} }={\boldsymbol {I}}}, equivalentemente {\displaystyle \mathbf {A} ^{\mathrm {H} }\mathbf {A} ={\boldsymbol {I}}}.

Mesmo que {\displaystyle \mathbf {A} } não seja quadrada, ambas as matrizes {\displaystyle \mathbf {A} ^{\mathrm {H} }\mathbf {A} } e {\displaystyle \mathbf {A} \mathbf {A} ^{\mathrm {H} }} são Hermitianas e semi-definidas positivas.
A matriz conjugada transposta “adjunta” {\displaystyle \mathbf {A} ^{\mathrm {H} }} não deve ser confundida com a matriz adjunta {\displaystyle \operatorname {adj} (\mathbf {A} )}, que é também chamada frequentemente apenas de “adjunta”.
O transposto conjugado de uma matriz {\displaystyle \mathbf {A} } com elementos reais reduz-se para a transposta de {\displaystyle \mathbf {A} }, já que o conjugado de um número real é o próprio número.

## Motivação
A conjugada transposta pode ser motivada ao notar que números complexos podem ser representados na forma matricial por uma matriz real {\displaystyle 2\times 2}, e, portanto, obedecem as propriedades matriciais de soma e multiplicação.
{\displaystyle a+ib\equiv {\begin{bmatrix}a&-b\\b&a\end{bmatrix}}.}
Ou seja, representando cada número complexo {\displaystyle z} pela matriz real {\displaystyle 2\times 2} da transformação linear no plano complexo (visto como o espaço vetor “real” {\displaystyle \mathbb {R} ^{2}}), afetado pela multiplicação complexa de “{\displaystyle z}” em {\displaystyle \mathbb {C} }.
Dessa forma, uma matriz de números complexos {\displaystyle m\times n} pode ser bem representada por uma matriz de números reais {\displaystyle 2m\times 2n}. A conjugada transposta, portanto, surge naturalmente como o resultado de transpor tal matriz—quando interpretado novamente como uma matriz {\displaystyle n\times m} composta por números complexos.

## Propriedades da conjugada transposta
- {\displaystyle (\mathbf {A} +{\boldsymbol {B}})^{\mathrm {H} }=\mathbf {A} ^{\mathrm {H} }+{\boldsymbol {B}}^{\mathrm {H} }} para qualquer duas matrizes {\displaystyle \mathbf {A} } e {\displaystyle {\boldsymbol {B}}} de mesmas dimensões.
- {\displaystyle (z\mathbf {A} )^{\mathrm {H} }={\overline {z}}\mathbf {A} ^{\mathrm {H} }} para qualquer número complexo {\displaystyle z} e qualquer matriz {\displaystyle \mathbf {A} } {\displaystyle m\times n}.
- {\displaystyle (\mathbf {A} {\boldsymbol {B}})^{\mathrm {H} }={\boldsymbol {B}}^{\mathrm {H} }\mathbf {A} ^{\mathrm {H} }} para qualquer matriz {\displaystyle \mathbf {A} } {\displaystyle m\times n} e qualquer matriz {\displaystyle {\boldsymbol {B}}} {\displaystyle n\times p}. Perceba que a ordem dos fatores é revertida.[1]
- {\displaystyle \left(\mathbf {A} ^{\mathrm {H} }\right)^{\mathrm {H} }=\mathbf {A} } para qualquer matriz {\displaystyle \mathbf {A} } {\displaystyle m\times n}, ou seja, a transposição Hermitiana é uma involução.
- Se {\displaystyle \mathbf {A} } é uma matriz quadrada, então {\displaystyle \det \left(\mathbf {A} ^{\mathrm {H} }\right)={\overline {\det \left(\mathbf {A} \right)}}} onde {\displaystyle \operatorname {det} (A)} representa o determinante de {\displaystyle \mathbf {A} } .
- Se {\displaystyle \mathbf {A} } é uma matriz quadrada, então {\displaystyle \operatorname {tr} \left(\mathbf {A} ^{\mathrm {H} }\right)={\overline {\operatorname {tr} (\mathbf {A} )}}} onde {\displaystyle \operatorname {tr} (A)} representa o traço de {\displaystyle \mathbf {A} }.
- {\displaystyle \mathbf {A} } é inversível se e somente se {\displaystyle \mathbf {A} ^{\mathrm {H} }} é inversível, e, neste caso {\displaystyle \left(\mathbf {A} ^{\mathrm {H} }\right)^{-1}=\left(\mathbf {A} ^{-1}\right)^{\mathrm {H} }}.
- Os autovalores de {\displaystyle \mathbf {A} ^{\mathrm {H} }} são os conjugados complexos dos autovalores de {\displaystyle \mathbf {A} }.
- {\displaystyle \left\langle \mathbf {A} x,y\right\rangle _{m}=\left\langle x,\mathbf {A} ^{\mathrm {H} }y\right\rangle _{n}} para qualquer matriz {\displaystyle \mathbf {A} } {\displaystyle m\times n}, qualquer vetor em {\displaystyle x\in \mathbb {C} ^{n}} e qualquer vetor {\displaystyle y\in \mathbb {C} ^{m}}. Aqui, {\displaystyle \langle \cdot ,\cdot \rangle _{m}} representa o produto interno complexo em  {\displaystyle \mathbb {C} ^{m}}, e similarmente para {\displaystyle \langle \cdot ,\cdot \rangle _{n}}.

## Generalizações
A última propriedade dada mostra que se tratarmos {\displaystyle \mathbf {A} } como a transformação linear do espaço de Hilbert {\displaystyle \mathbb {C} ^{n}} para {\displaystyle \mathbb {C} ^{m},} então a matriz {\displaystyle \mathbf {A} ^{\mathrm {H} }} corresponde ao Hermitiano adjunto de {\displaystyle \mathbf {A} }. O conceito de operadores adjuntos entre espaços de Hilbert pode, dessa forma, ser visto como uma generalização dos conjugados transpostos de matrizes em relação à uma base ortonormal.
Outra generalização também é possível: suponha que {\displaystyle A} seja um mapa linear the um espaço vetorial complexo {\displaystyle V} para um outro, {\displaystyle W}, então a transformação linear do complexo conjugado assim como a transformação linear transposta são definidas, e portanto é possível afirmar que o conjugado transposto de {\displaystyle A} é o conjugado complexo da transposta de {\displaystyle A}.  Ou seja, ele transforma o conjugado dual de {\displaystyle W} ao conjugado dual de {\displaystyle V}